# Venla Lehtonen
Venla Lehtonen (* 10. März 1995) ist eine finnische Biathletin.

## Karriere

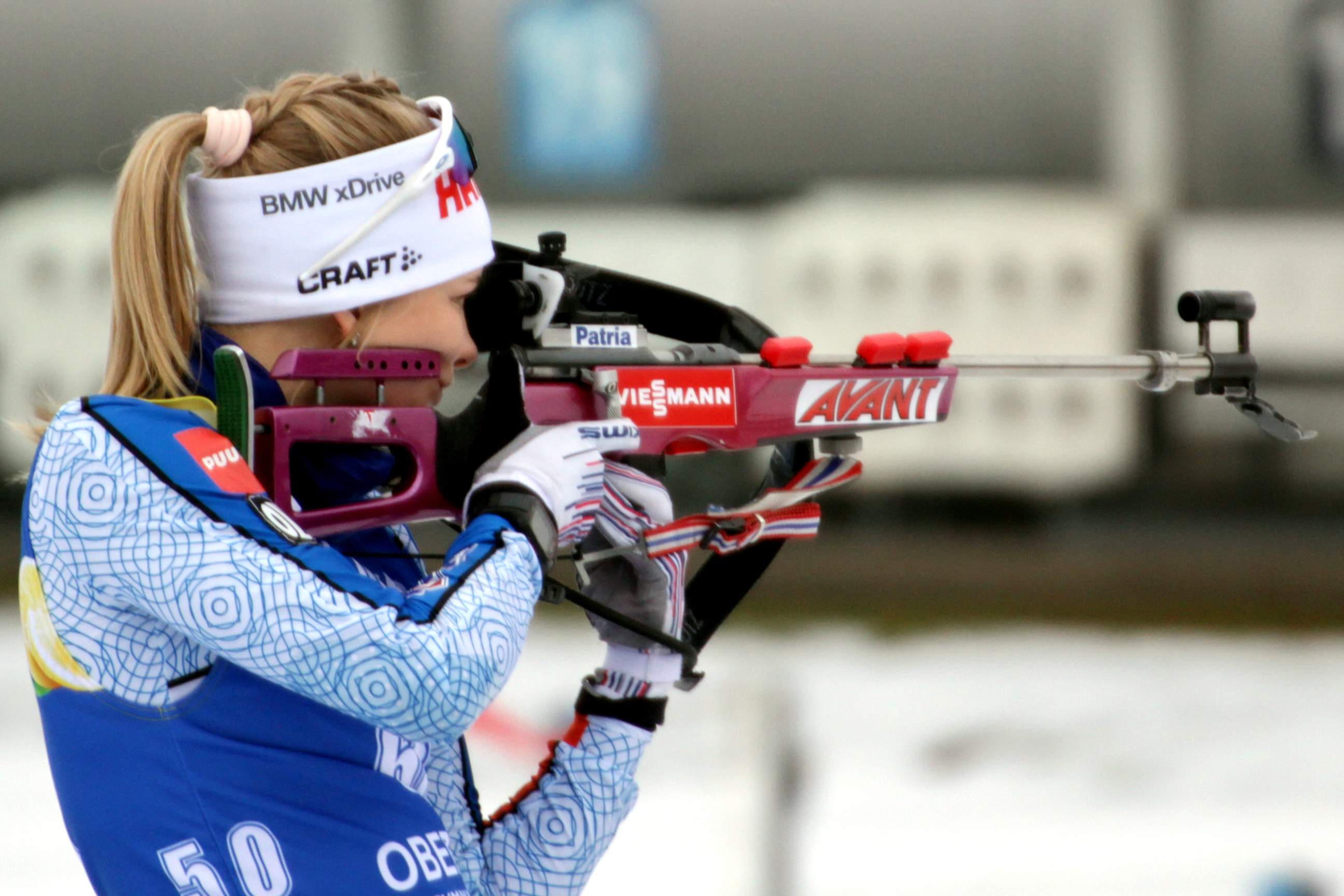
Lehtonen beim Weltcup in Oberhof im Januar 2018

Nachdem Venla Lehtonen nur auf nationaler Ebene Langlauf und Biathlon betrieben hatte, gab sie ihr internationales Debüt am 2. März 2017 beim IBU-Cup der Saison 2016/17 im heimischen Kontiolahti, sie beendete Einzel-, Sprint- und Verfolgungsrennen außerhalb der Punkteränge.

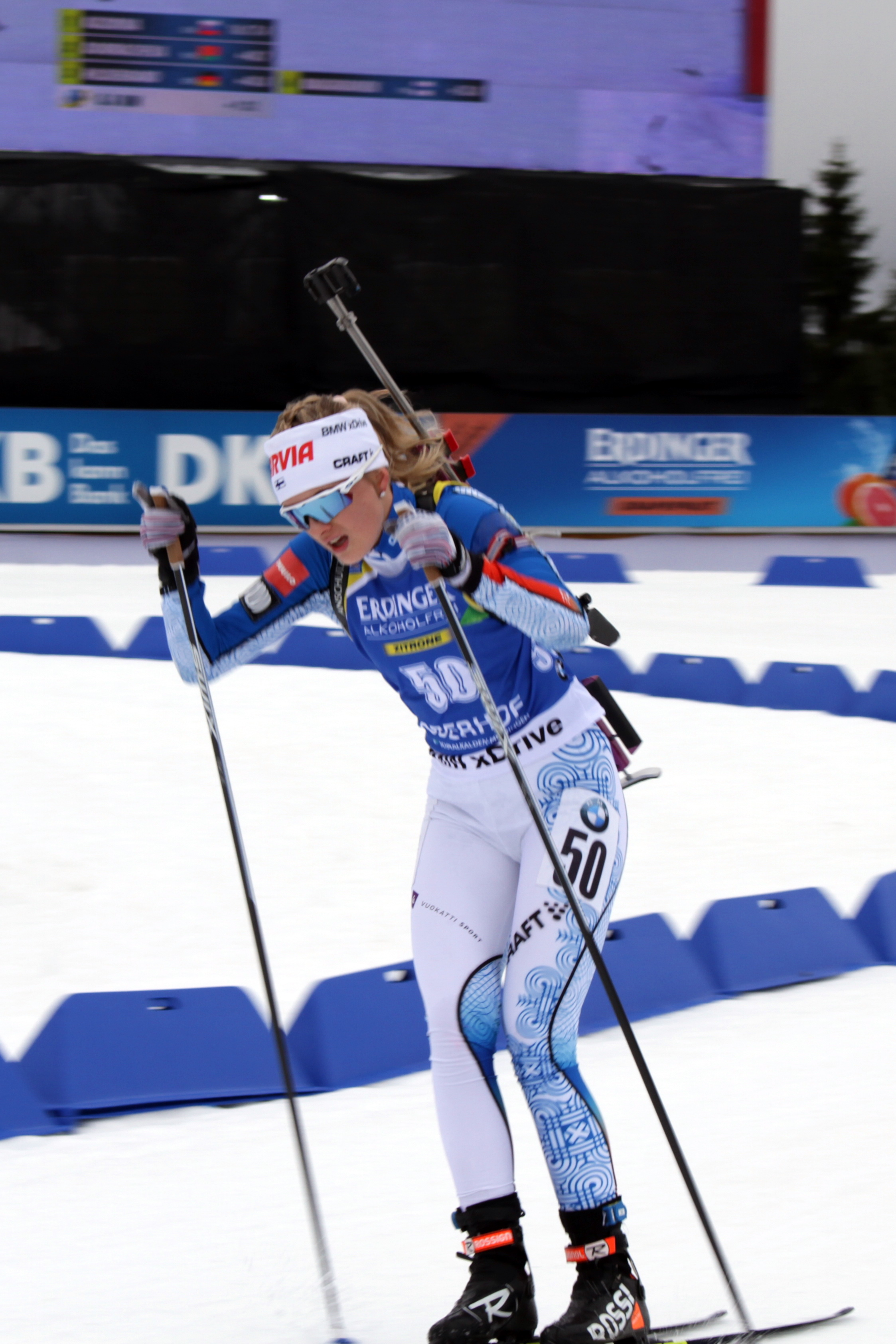
Lehtonen beim Weltcup in Oberhof im Januar 2018

Zum Anfang der Saison 2017/18 bestritt sie noch die ersten Rennen des IBU-Cups im norwegischen Sjusjøen und wurde anschließend der Weltcupmannschaft zugeteilt. Ihr erstes Rennen des Weltcups war Mitte Dezember 2017 der Sprint in Hochfilzen in Österreich. Mit fünf Schießfehlern verfehlte sie als 95. sowohl die Qualifikation für das Verfolgungsrennen als auch die Punkteränge deutlich. Ihr erstes Top-10-Ergebnis im Weltcup hatte sie Anfang Januar 2018 in Oberhof, als sie als Startläuferin gemeinsam mit Kaisa Mäkäräinen, Mari Laukkanen und Laura Toivanen das Staffelrennen auf dem 7. Gesamtrang beendete. Dies war zudem das beste Resultat einer finnischen Damenstaffel seit dem 6. Platz bei den Biathlon-Weltmeisterschaften 2003. Sie wurde vom finnischen Biathlonverband zur Teilnahme an den Olympischen Winterspielen 2018 in Pyeongchang nominiert, im Sprintrennen belegte sie mit drei Schießfehlern den 79. Rang und verfehlte – wie auch ihre Mannschaftskolleginnen Laukkanen und Toivanen – die Qualifikation für das Verfolgungsrennen.
In der Saison 2018/19 erreichte Venla Lehtonen zum ersten Mal die Punkteränge. Grundlage für einen 36. Platz im Einzelwettkampf über 15 km beim Weltcup auf der Pokljuka war ein fehlerfreies Schießen. Neben den Weltmeisterschaften 2019 im schwedischen Östersund nahm sie auch an den Europameisterschaften 2019 in Minsk teil, ihr bestes Ergebnis in einem Einzelrennen war ein 21. Platz im Sprint bei den Europameisterschaften.
In den folgenden Jahren nahm Lehtonen – zum Teil auch nur sporadisch – an Wettkämpfen im Weltcup und im zweitklassigen IBU-Cup teil. An den Olympischen Winterspielen 2022 nahm sie nicht teil. In der Saison 2022/23 erreichte sie mit einem 40. Platz im Sprintrennen beim ersten Weltcup des Winters im finnischen Kontiolahti zum zweiten Mal in ihrer Karriere die Punkteränge. Bei den Weltmeisterschaften 2023 in Oberhof nahm sie nur am Sprintrennen teil. Nach fehlerfreiem Schießen im liegenden und im stehenden Anschlag beendete sie das Rennen nicht und bestritt den Rest der Saison keine weiteren Rennen mehr.
Nach einer weiteren Saison im Winter 2023/24 ohne eine Verbesserung der Leistungen startete Lehtonen auch mit gewohnten Ergebnissen in die Saison 2024/25. Beim dritten Weltcup des Winters im französischen Annecy-Le Grand-Bornand überraschte sie nach fehlerfreiem Schießen mit einem 13. Platz im Sprintrennen. In darauffolgenden Verfolgungsrennen blieb sie am Schießstand erneut fehlerfrei und erreichte mit einem siebten Platz – nur zwei Zehntelsekunden hinter der Schwedin Elvira Öberg – ihr erstes Top-10-Ergebnis im Weltcup. Mit diesen beiden Ergebnissen qualifizierte sie sich zum ersten Mal in ihrer Karriere für ein Massenstartrennen im Weltcup, nach vier Schießfehlern belegte sie den 22. Platz. Nach der Weihnachtspause konnte sie mit einem 23. Platz im Sprint und einem 17. Platz im Verfolgungsrennen in Oberhof ihre gute Form bestätigen. Am folgenden Weltcup in Ruhpolding nahm sie nicht teil. Nach einem 22. Platz im Sprintrennen im italienischen Antholz startete sie nicht in der Verfolgung und nahm auch nicht an den Weltmeisterschaften 2025 in der Schweiz teil.

## Wettkampfbilanz

### Olympische Winterspiele
Ergebnisse bei Olympischen Winterspielen:
|                                             | Einzelwettbewerbe | Einzelwettbewerbe | Einzelwettbewerbe | Einzelwettbewerbe | Staffelwettbewerbe | Staffelwettbewerbe |
| Sprint                                      | Verfolgung        | Einzel            | Massenstart       | Damenstaffel      | Mixedstaffel       |                    |
| ------------------------------------------- | ----------------- | ----------------- | ----------------- | ----------------- | ------------------ | ------------------ |
| Olympische Winterspiele 2018 \| Pyeongchang | 79.               | –                 | –                 | –                 | 15.                | –                  |

### Weltmeisterschaften
| Weltmeisterschaft | Weltmeisterschaft | Einzel | Sprint | Verfolgung | Massenstart | Staffel   | Mixed-Staffel | Single-Mixedstaffel |
| Jahr              | Ort               | Einzel | Sprint | Verfolgung | Massenstart | Staffel   | Mixed-Staffel | Single-Mixedstaffel |
| ----------------- | ----------------- | ------ | ------ | ---------- | ----------- | --------- | ------------- | ------------------- |
| 2019              | Östersund         | 74.    | 45.    | 49.        | –           | LAP (22.) | 10.           | –                   |
| 2021              | Pokljuka          | DNF    | –      | –          | –           | –         | –             | –                   |
| 2023              | Oberhof           | –      | DNF    | –          | –           | –         | –             | –                   |
| 2024              | Nové Město        | 48.    | 52.    | 40.        | –           | 17.       | 20.           | –                   |

### Biathlon-Weltcup
Die Tabelle zeigt alle Platzierungen (je nach Austragungsjahr einschließlich Olympische Spiele und Weltmeisterschaften).
- 1.–3. Platz: Anzahl der Podiumsplatzierungen
- Top 10: Anzahl der Platzierungen unter den ersten zehn (einschließlich Podium)
- Punkteränge: Anzahl der Platzierungen innerhalb der Punkteränge (einschließlich Podium und Top 10)
- Starts: Anzahl gelaufener Rennen in der jeweiligen Disziplin
- Staffel: inklusive Mixed- und Single-Mixed-Staffeln

| Platzierung              | Einzel | Sprint | Verfolgung | Massenstart | Staffel | Gesamt |
| ------------------------ | ------ | ------ | ---------- | ----------- | ------- | ------ |
| 1. Platz                 |        |        |            |             |         |        |
| 2. Platz                 |        |        |            |             |         |        |
| 3. Platz                 |        |        |            |             |         |        |
| Top 10                   |        |        |            |             | 2       | 2      |
| Punkteränge              | 1      |        |            |             | 18      | 19     |
| Starts                   | 6      | 18     | 3          |             | 18      | 45     |
| Stand: 31. Dezember 2021 |        |        |            |             |         |        |